# Leon Rippy
Leon Rippy (Rock Hill (South Carolina), 30 oktober 1949) is een Amerikaans acteur.

## Biografie/Carrière
Rippy ontwikkelde zijn liefde voor het acteren tijdens zijn jaren op de high school. Hij begon met zijn acteercarrière in lokale theaters, hij heeft in deze tijd twee theatergezelschappen opgericht en daarin ook gespeeld en was tevens een balletdanser. 
Rippy begon in 1983 met acteren in de miniserie Chiefs, waarna hij nog meerdere rollen speelde in televisieseries en films. Hij speelde in onder andere Stargate, The Visitor, The Patriot, Deadwood, Saving Grace en Under the Dome. Voor zijn rol in Deadwood werd hij samen met de cast in 2007 genomineerd voor een Screen Actors Guild Award. 
Rippy is getrouwd en heeft hieruit twee kinderen. 

## Filmografie

### Films
Selectie:
- 2019 Deadwood: The Movie - als Tom Nuttall
- 2013 The Lone Ranger - als Collins
- 2004 The Alamo - als sergeant William Ward
- 2003 The Life of David Gale - als Braxton Belyeu
- 2002 Eight Legged Freaks - als Wade
- 2000 The Patriot - als John Billings
- 1999 The Thirteenth Floor - als advocaat van Jane
- 1997 Midnight in the Garden of Good and Evil - als rechercheur Boone
- 1994 Stargate - als generaal W.O. West
- 1992 Universal Soldier - als Woodward
- 1990 The Hot Spot - als hulpsheriff Tate
- 1990 Young Guns II - als Robert 'Bob' Ollinger
- 1990 Moon 44 - als Sykes
- 1990 Loose Cannons - als Weskit
- 1988 Illegally Yours - als aanklager
- 1987 The Bedroom Window - als barkeeper
- 1986 King Kong Lives - als jager
- 1986 No Mercy - als man
- 1986 Raw Deal - als man in pak
- 1985 The Color Purple - als winkelklerk
- 1985 Marie - als Gary Gerbitz
- 1984 Firestarter - verblinde agent

### Televisieseries
Uitgezonderd eenmalige gastrollen.
- 2016-2017 The Blacklist - als Hunter - 4 afl.
- 2016 11.22.63 - als Harry Dunning - 2 afl.
- 2014 Rectify - als Lezlie - 2 afl.
- 2013 Under the Dome - als Ollie Dinsmore - 5 afl.
- 2012 Alcatraz - als dr. Milton Beauregard - 12 afl.
- 2011-2012 Leverage - als Jack Latimer - 5 afl.
- 2007-2010 Saving Grace - als Earl - 46 afl.
- 2004-2006 Deadwood - Tom Nuttall - 36 afl.
- 2001 Walker, Texas Ranger - als Chastain - 2 afl.
- 1997-1998 The Visitor - als agent Nicholas LaRue - 13 afl.
- 1993 Diagnosis Murder - als Bob Cole - 2 afl.
- 1983 Chiefs - als Tommy Allen - 2 afl.

- Gemeinsame Normdatei: 1061628116
- International Standard Name Identifier: 0000 0000 4469 6960
- Library of Congress Control Number: no2004027706
- Virtual International Authority File: 68637378
- WorldCat: E39PBJpPxq6mMPRVHxRhT3MXVC